# Jesús Gómez Cairo
Jesús Evaristo Gómez Cairo (* 26. Oktober 1949 in Jagüey Grande/Provinz Matanzas; † 28. April 2023) war ein kubanischer Musikwissenschaftler und -pädagoge.

## Leben
Gómez studierte von 1962 bis 1971 Klavier und Musikwissenschaft an der Escuela Nacional de Arte und besuchte dort 1973 Aufbaukurse im Fach Musikwissenschaft. Von 1975 bis 1981 studierte er am Staatlichen Institut für Theater, Musik und Kinematographie in Leningrad, dort u. a. Folkloristik und Musikwissenschaft bei Izaly Zemtsovsky.
Ab 1970 unterrichtete Gómez Musikgeschichte an der Escuela Nacional de Arte, ab 1974 an der Escuela Provincial de Arte in Holguín. In dieser Zeit war er auch Schüler der Musikwissenschaftlers Argeliers León. 1973 wurde er Berater der Direktion für Angelegenheiten der UNESCO und internationalen Organisationen beim Nationalen Kulturrat. Von 1982 bis 1986 war er Professor für Musikanalyse und Folkloretheorie am Instituto Superior de Arte. 1989 wurde er Direktor des Centro de Información y Documentación Musical “Odilio Urfé”. Von 1997 bis zu seinem Tod war er Direktor des Museo Nacional de la Música und Vizepräsident des Instituto Cubano de la Música.
Gómez widmete sich der Förderung und Verbreitung kubanischer Musik und gab zahlreiche Konferenzen, Meisterkurse und Kurse zu Musik und Folklore an Universitäten und Schulen in Kuba, Deutschland, der Sowjetunion, Nicaragua, Mexiko, Venezuela, Spanien, Italien, Polen, Kolumbien, den Vereinigten Staaten und der Dominikanischen Republik. Für seine Verdienste wurde er u. a. mit dem Premio Nacional de Música (2018), der Medalla Alejo Carpentier  (2021) und der Distinción por la Cultura Nacional des kubanischen Kulturministeriums ausgezeichnet.

## Schriften
- El arte musical de Ernesto Lecuona, Madrid 1995, Havanna 2005, 2015
- Música Cubana: Algunos procesos creaciones y figuras paradigmáticas, 2006
- Museo Nacional de la Música. Colecciones de instrumentos musicales, 2013
- Creación, realización y desarrollo de La bayamesa, Himno de Bayamo, Himno Nacional de Cuba, 2013